# 穆泰爾峰
穆泰爾峰（英語：Mutel Peak）是南極洲的山峰，位於瑪麗伯德地，屬於福特山脈的一部分，海拔高度860米，由美國探險隊拍攝照片和繪入地圖，現時由南極條約體系管理。